# Direttori della Scuola Normale Superiore
Il direttore è la massima autorità della Scuola Normale Superiore, in Italia. Ha il compito di rappresentare la Scuola in ogni sede sia accademica che istituzionale; inoltre, presiede il senato accademico, fa parte del consiglio di amministrazione federato e siede nel consiglio direttivo dell'Associazione Normalisti, l'associazione di alunni, ex-alunni, ricercatori e docenti che frequentano o hanno frequentato l'ente.

## Periodo napoleonico
- 1813-1814: Ranieri Gerbi

## Periodo granducale
- 1846[4] (o 1847[5])-1862: Ranieri Sbragia

## Dalla costituzione del Regno d'Italia
- 1862-1865: Pasquale Villari
- 1865-1874: Enrico Betti
- 1874-1876: Ulisse Dini
- 1876-1892: Enrico Betti
- 1892-1900: Alessandro D'Ancona
- 1900-1918: Ulisse Dini
- 1918-1928: Luigi Bianchi
- 1928-1932: Giovanni Gentile (R. Commissario)
- 1932-1936: Giovanni Gentile
- 1936-1937: Giovanni D'Achiardi
- 1937-1943: Giovanni Gentile
- 1943: Luigi Russo
- 1943: Leonida Tonelli
- 1944-1948: Luigi Russo
- 1948-1960: Ettore Remotti
- 1960-1964: Giulio Giannelli
- 1964-1977: Gilberto Bernardini
- 1977-1978: Giovanni Pugliese Carratelli
- 1978-1987: Edoardo Vesentini
- 1987-1991: Luigi Arialdo Radicati di Brozolo
- 1991-1995: Emilio Picasso
- 1995-1999: Franco Bassani
- 1999-2010: Salvatore Settis
- 2010-2016: Fabio Beltram
- 2016-2019: Vincenzo Barone
- 2019: Andrea Giardina[6] (ad interim)
- 2019-2025: Luigi Ambrosio[7]
- 2025-presente: Alessandro Schiesaro[8]